# Яревище
Яре́вище — село в Україні, у Дубечненській сільській громаді Ковельського району Волинської області. Населення становить 620 осіб.
Найдовше село на Волині протяжністю 14 кілометрів.

## Географія
Селом протікає річка Прип'ять.

## Населення
Згідно з переписом УРСР 1989 року чисельність наявного населення села становила 675 осіб, з яких 289 чоловіків та 386 жінок.
За переписом населення України 2001 року в селі мешкало 598 осіб.

### Мова
Розподіл населення за рідною мовою за даними перепису 2001 року:
| Мова       | Відсоток |
| ---------- | -------- |
| українська | 99,52 %  |
| білоруська | 0,32 %   |
| російська  | 0,16 %   |